# Eugen Drewermann
Eugen Drewermann (* 20. června 1940, Bergkamen, Německo) je německý teolog, psychoanalytik, spisovatel a známý reprezentant takzvané hlubinně psychologické biblické exegeze.
Drewermann vystudoval filozofii a katolickou teologii, roku 1966 byl vysvěcen na kněze. Působil v pastoraci a dále se vzdělával v psychoanalýze. Roku 1978 se stal profesorem katolické dogmatické teologie v Paderbornu.
Roku 1991 mu pro jeho nekonformní názory na morální teologii a biblistiku bylo místním arcibiskupem odňato povolení vyučovat a roku 1992 i povolení kázat. V tomtéž roce byl pak i suspendován z kněžského úřadu. Roku 2005 oznámil, že vystupuje z katolické církve. Nadále vyučuje na univerzitě v Paderbornu, publikuje knihy a přednáší.

## Názory
| „                  | Ve svých pracích představuji církev - tu církev, jež se domnívá, že z moci pravdy, jakou by chtěla mít z titulu svého úřadu, je kompetentní zaručit lidem, co je dobré a co je zlé - jako systém autoritativní manipulace. V knize Klerikové jsem se pokusil popsat, co se děje s lidmi vydanými tomuto systému na milost a nemilost. Jestliže někdo definuje ideály a vzory k následování, které požaduje (jako např. chudobu, čistotu a poslušnost), tak formálně a povrchně, že chudoba spočívá v tom, aby řeholnice musela představené vyúčtovávat každou poštovní známku; jestliže si představuje poslušnost jako úplné podřízení se vůli papeže až do posledních záhybů vnitřního života víry; a jestliže se nakonec při cestě za ideálem čistoty musí celý svůj život obávat lásky mezi mužem a ženou - ten musí již v sobě nést bohatý náklad neurotických závislostí, aby potom považoval tyto ideály za dostatečně smysluplné. | “ |
| — Eugen Drewermann | |   |

## Dílo - výběr

### Česky
- Co je důležité, je očím neviditelné, Centrum pro studium demokracie a kultury Brno 1996, překlad Jan Spousta
- Tragické a křesťanské. Psychoanalýza ve službách současné morální teologie?, Centrum pro studium demokracie a kultury Brno 1997
- O nesmrtelnosti zvířat, Knižná dielňa Timotei, 1998, ISBN 80-88849-13-6
- Co vyznáváme? - Rozhovor nad křesťanským krédem mezi Eugenem Drewermannem a Eugenem Biserem, Centrum pro studium demokracie a kultury Brno 2003, ISBN 80-7325-009-8
- Stopy spásy, Portál Praha, 2010, ISBN 978-80-7367-674-2

### Německy
- Struktury hříchu (něm. Strukturen des Bösen) (1985)
- Klerikové (něm. Kleriker: Psychogramm eines Ideals) (1990)
- Gestalten des Bösen (Podoby zla), Herder-Verlag (2018)